# 上坂すみれの土曜闇鍋劇場
上坂すみれの土曜闇鍋劇場（うえさかすみれのどようやみなべげきじょう）は、上坂すみれがパーソナリティを務めるラジオ番組である。

## 概要
2025年(令和7年)4月からInterFMで放送開始。上坂が単独でパーソナリティを務めるのは、YouTubeで同年3月まで配信されていた「上坂すみれのおまえがねるまで」以来で、ラジオ番組では2016年（平成28）年から2021年（令和3年）にかけて文化放送で放送された『上坂すみれの♡（はーと）をつければかわいかろう』以来4年ぶりでもある。
また、AuDeeでアーカイブ配信も行っており、本編終了後のアフタートークも収録される。

## 番組構成
番組で読まれたメールは上坂がスタジオに置いてある鍋の中に入れるスタイルとなっており、ふつおたは原稿の端をちぎって出汁に変換して鍋に入れる。
また、番組内では上坂選曲による楽曲2曲がフルサイズで流れる。

### コーナー
お悩み相談 夜中の買い出し
リスナーのお悩みを具材に変換して鍋に入れるコーナー。
メールの件名は「買い出し」。
プチ鍋エチュード 土曜闇鍋劇場
リスナーから送られてきた4つのサスペンスドラマ要素、
①シチュエーション
②登場人物
③ストーリーの鍵となるアイテム
④最後の締めゼリフ
これらをもとに上坂がプチエチュードを行う、番組名と同名のコーナー。
メールの件名は「プチ鍋」。

## テーマ曲
- オープニング∶「サーベルタイガー」（タイガー・ジェット・シンの入場曲）
- エンディング∶「Shot in the Dark」オジー・オズボーン